# Percopsis transmontana
Percopsis transmontana е вид лъчеперка от семейство Percopsidae.

## Разпространение
Видът е разпространен в САЩ.